# Imanol Arias
Imanol Arias, nom artístic de Manuel María Arias Domínguez, (Riaño, 26 d'abril de 1956) és un actor de cinema espanyol.

## Biografia
Va néixer el 1956 a la localitat lleonesa de Riaño, d'on era la seva família i on va heretar un habitatge abans de la demolició del poble per a la construcció del pantà. La seva infància i joventut la va passar a la localitat basca d'Ermua. Va començar la carrera de mestratge industrial en electrònica a Eibar, a l'escola de formació professional, Escola d'Armeria, estudis que va abandonar per dedicar-se definitivament a la interpretació, formant part de diverses companyies de teatre independent al País Basc.
Aviat s'instal·là a Madrid i inicià una intensa activitat teatral entrant al Centre Dramàtic Nacional, fet que l'ajudà a debutar en el cinema amb la pel·lícula La Corea (Pedro Olea, 1976).
Més endavant, viatjà a Cuba per interpretar el seu primer paper protagonista a l'obra Cecília (Humberto Solás, 1980). El 1982, treballà amb Pedro Almodóvar i Antonio Banderas a Laberinto de passiones. Però la seva popularitat arribarà especialment gràcies a la sèrie televisiva Anillos de Oro i la pel·lícula Demonios en el jardín, de Manuel Gutiérrez Aragón, que protagonitzà al costat d'Ángela Molina i Ana Belén.
Destacà poc després en la interpretació d'un jove sacerdot a Bearn o la sala de les nines, de Jaime Chávarri, en la d'un sofert homosexual a La muerte de Mikel, de Imanol Uribe, i la d'un introvertit científic en Tiempos de silencio, dirigida per Vicente Aranda, amb qui inicià una llarga col·laboració que l'unirà a Victoria Abril en dues pel·lícules i a la italiana Ornella Muti a El amante bilingüe (1993).
Després de diversos anys vinculat a rols de galant, la seva consagració definitiva arriba el 1987 amb El Lute: camina o revienta, també de Vicente Aranda. La primera entrega de la sèrie li va valer la Concha de Plata al millor actor al Festival de Cinema de Sant Sebastià. Dos anys després, torna a televisió amb Brigada Central i porta Calígula al teatre, un muntatge d'èxit especialment a l'Argentina, país que li professà un afecte recíproc des de la seva interpretació a Camila (1984), de Maria Luisa Bemberg.
Amb Intruso (1993), la darrera col·laboració amb Vicente Aranda i Victoria Abril, aconseguí la seva quarta candidatura als Goya, perdent aquesta vegada davant Juan Echanove. El retrobament amb Pedro Almodóvar es produeix a La flor de mi secreto (1995), en un paper secundari que dona rèplica a Marisa Paredes i, l'any següent, debuta en la direcció amb Un asunto privado, thriller protagonitzat per Pastora Vega i Antonio Vicente Valero Osma. El 1997 protagonitza al costat d'Emma Suárez la sèrie Querido maestro, a la qual després es sumarà Ana Duato, actriu molt lligada a la seva trajectòria televisiva.
Després d'encarnar el científic Severo Ochoa en una producció de TVE, Imanol i Ana protagonitzen des de l'any 2001 la sèrie d'èxit, Cuéntame cómo pasó. La seva interpretació d'Antonio Alcántara es converteix en un dels personatges més populars i reconeguts de la seva carrera, alçant-se amb diversos premis d'interpretació en els últims anys. El 2003 posa la veu al rei Baltasar en la pel·lícula d'Antonio Navarro titulada Los Reyes Magos, i el 2006 roda a les ordres de Josetxo San Mateo la comèdia La semana que viene (sin falta).
En l'àmbit personal, Imanol Arias va contraure matrimoni molt jove amb l'actriu Socorro Anadón, separant-se al cap de poc temps. Posteriorment es va unir a la també actriu Pastora Vega, amb qui va viure des de 1984 fins al 2009 i tenen dos fills en comú, Jon i Daniel. A més, és propietari d'una empresa que es dedica a l'ecologia i al medi ambient, anomenada CAYTEC. Sempre ha destacat en les seves tasques professionals, però paral·lelament a la seva carrera impulsa accions de caràcter humà i gestos per la pau al País Basc, a més de ser elegit per l'UNICEF com ambaixador especial, o pertànyer a diverses ONG, com Intermón Oxfam, Médicos del Mundo o el Grup Attac. També ha muntat la seva pròpia productora, LINEA SUR.

## Pel·lícules
| - La corea, de Pedro Olea (1976) - Cecilia, de Humberto Solás (1981) - Laberinto de pasiones, de Pedro Almodóvar (1982) - Demonios en el jardín, de Manuel Gutiérrez Aragón - La colmena, de Mario Camus (1982) - Bearn o la sala de les nines, de Jaime Chávarri (1983) - Fuego Eterno, de José Ángel Rebolledo (1984) - Camila, de María Luisa Bemberg (1984) - La muerte de Mikel, de Imanol Uribe (1984) - Lulu de Noche, de Emilio Martínez Lázaro (1985) - Bandera Negra, de Pedro Olea (1986) - Tiempo de silencio, de Vicente Aranda (1986) - El Lute: camina o revienta, de Vicente Aranda (1987) - Divinas palabras, de José Luis García Sánchez (1987) - Cinématon #937, de Gérard Courant (1987) - El Lute II: mañana seré libre, de Vicente Aranda (1988) - A solas contigo, de Eduardo Campoy (1990) - Veraz, de Xavier Castano (1991) - Una mujer bajo la lluvia, de Gerardo Vera (1992) - El amante bilingüe, de Vicente Aranda (1993) - Tierno verano de lujurias y azoteas, de Jaime Chávarri (1993) - Tango feroz: la leyenda de Tanguito, de Marcelo Piñeyro (1993) - Intruso, de Vicente Aranda (1993) | - Sálvate si puedes, de Joaquín Trincado (1994) - Todos los hombres sois iguales, de Manuel Gómez Pereira (1994) - La leyenda de Balthasar, el castrado, de Juan Miñón (1994) - La flor de mi secreto, de Pedro Almodóvar (1995) - A tres bandas, d'Enrico Coletti (1996) - Territorio comanche, de Gerardo Herrero (1996) - Ilona llega con la lluvia, de Sergio Cabrera (1996) - Rigor mortis, de Koldo Azkarreta (1996) - En brazos de la mujer madura, de Manuel Lombardero (1996) - África, d'Alfonso Ungría (1996) - Buenos Aires me mata, de Beda Docampo Feijóo (1997) - Quiero morir, de Toni Meca (2000) - Esperando al mesías, de Daniel Burman (2000) - La voz de su amo, de Emilio Martínez Lázaro (2000) - Una casa con vistas al mar, de Alberto Arvelo (2001) - Salvajes, de Carlos Molinero (2001) - Besos de gato, de Rafael Alcázar (2003) - Laura, de Tote Trenas (2004) - Los Reyes Magos, d'Antonio Navarro (2006) - La semana que viene (sin falta), de Josetxo San Mateo (2006) - Lo que tiene el otro, de Miguel Perelló (2007) - Nocturna, una aventura mágica, de Víctor Maldonado y Adrià García (2007) - Pájaros de papel, de Emilio Aragón (2010) |

## Televisió
- Cervantes (1981)
- Juanita la larga (1982)
- Anillos de oro (1983)
- Brigada Central (1989)
- Brigada Central 2: La guerra blanca (1993)
- Arnau, sèrie de TV3 (1994)
- Querido maestro (1997)
- El camino de santiago (1999)
- Dime que me quieres (2001)
- Severo Ochoa. La conquista de un Nobel (2001)
- Cuéntame cómo pasó (2001 -)
- Atrapados (2003)
- Mentiras (2005)

## Obres de teatre
- La vida es sueño (1976)
- Los cuernos de Don Friolera (1976)
- Los gigantes de la montaña (1977)
- Las bodas que fueron famosas del pingajo y la fandanga (1978)
- Retrato de dama con perrito (1979)
- Sopa de pollo con cebada (1979)
- Sueño de una noche de verano (1980)
- Comedia sin título (1989)
- Calígula (de José Tamayo) (1989)
- Calígula (de Ruben Szuchmacher) (1994)
- El gran inquisidor (2008)

## Premis i candidatures
Festival Internacional de Cinema de Sant Sebastià
| Any  | Categoria                       | Pel·lícula                 | Resultat |
| ---- | ------------------------------- | -------------------------- | -------- |
| 1987 | Concha de Plata al millor actor | El Lute: camina o revienta | Ganador  |

Premis Anuals de l'Acadèmia "Premis Goya"
| Any  | Categoria                                   | Pel·lícula                    | Resultat |
| ---- | ------------------------------------------- | ----------------------------- | -------- |
| 1993 | Millor interpretació masculina protagonista | Intruso                       | Candidat |
| 1990 | Millor interpretació masculina protagonista | A solas contigo               | Candidat |
| 1988 | Millor interpretació masculina protagonista | El Lute II: mañana seré libre | Candidat |
| 1987 | Millor interpretació masculina protagonista | El Lute: camina o revienta    | Candidat |

Fotogramas de Plata
| Any  | Categoria                     | Pel·lícula/Sèrie/Muntatge                                                     | Resultat  |
| ---- | ----------------------------- | ----------------------------------------------------------------------------- | --------- |
| 2008 | Millor actor de televisió     | Cuéntame cómo pasó                                                            | Candidat  |
| 2007 | Millor actor de televisió     | Cuéntame cómo pasó                                                            | Candidat  |
| 2005 | Millor actor de televisió     | Cuéntame cómo pasó                                                            | Candidat  |
| 2003 | Millor actor de televisió     | Cuéntame cómo pasó                                                            | Candidat  |
| 2002 | Millor actor de televisió     | Cuéntame cómo pasó                                                            | Guanyador |
| 2001 | Millor actor de televisió     | Cuéntame cómo pasó Dime que me quieres Severo Ochoa. La conquista de un Nobel | Guanyador |
| 1997 | Millor actor de televisió     | Querido maestro                                                               | Guanyador |
| 1992 | Millor actor de televisió     | Brigada Central                                                               | Candidat  |
| 1990 | Millor intèrpret de teatre    | Calígula                                                                      | Guanyador |
| 1989 | Millor intèrpret de televisió | Brigada Central                                                               | Candidat  |
| 1989 | Millor intèrpret de teatre    | Comedia sin título                                                            | Candidat  |
| 1987 | Millor actor de cine          | El Lute: camina o revienta                                                    | Guanyador |
| 1984 | Millor actor de cine          | La muerte de Mikel                                                            | Candidat  |
| 1983 | Millor actor de cine          | Bearn o la sala de les nines                                                  | Candidat  |
| 1983 | Millor intèrpret de televisió | Anillos de oro                                                                | Candidat  |
| 1982 | Millor actor de cine          | Demonios en el jardín Laberinto de pasiones                                   | Candidat  |

TP d'Or
| Any  | Categoria    | Sèrie                                  | Resultat  |
| ---- | ------------ | -------------------------------------- | --------- |
| 2009 | Millor actor | Cuéntame cómo pasó                     | Candidat  |
| 2008 | Millor actor | Cuéntame cómo pasó                     | Guanyador |
| 2007 | Millor actor | Cuéntame cómo pasó                     | Guanyador |
| 2006 | Millor actor | Cuéntame cómo pasó                     | Guanyador |
| 2005 | Millor actor | Cuéntame cómo pasó                     | Candidat  |
| 2004 | Millor actor | Cuéntame cómo pasó                     | Candidat  |
| 2003 | Millor actor | Cuéntame cómo pasó                     | Guanyador |
| 2002 | Millor actor | Cuéntame cómo pasó                     | Guanyador |
| 2001 | Millor actor | Cuéntame cómo pasó Dime que me quieres | Guanyador |
| 1997 | Millor actor | Querido maestro                        | Candidat  |
| 1990 | Millor actor | Brigada Central                        | Guanyador |
| 1989 | Millor actor | El Lute: camina o revienta             | Guanyador |
| 1983 | Millor actor | Anillos de oro                         | Guanyador |

Premis ACE (Nueva York)
| Any  | Categoria                 | Pel·lícula                 | Resultat  |
| ---- | ------------------------- | -------------------------- | --------- |
| 1989 | Millor actor protagonista | El Lute: camina o revienta | Guanyador |
| 1985 | Millor actor secundari    | Demonios en el jardín      | Guanyador |

Altres
- Condecorat amb l'orde Wissam Al-Alaoui de Marroc (2008)
- Medalla d'Or al Mèrit en les Belles Arts (2008)
- Premi honorífic Ciudad de Huelva. Festival de Cine Iberoamericano de Huelva (2003)
- Premi Málaga a la trayectoria cinematográfica. Festival de Cine Español de Málaga (2003). En reconeixement de la seva extensa carrera cinematogràfica, va rebre el 2003 el Premi Màlaga atorgat en el marc del Festival de Cinema Espanyol de Màlaga, i va inaugurar un monòlit en el seu honor al Passeig Antonio Banderas de la ciutat andalusa.
- Premi d'Honor "Ciudad de Alicante". Festival de Cine de Alicante (2005)
- Premis Emmy Internacional
  - Semifinalista europeu al millor actor de televisió (2005)
- Premis de l'Acadèmia de la Televisió d'Espanya
  - Millor interpretació masculina (2002)
  - Candidat a la millor interpretació masculina (2003, 2004, 2005, 2006, 2007, 2008, 2009)
- Premis de la Unión de Actores
  - Candidat al millor actor de televisió (1993, 1997, 2002, 2003, 2004, 2005, 2006, 2007)